# Fockea comaru
Fockea comaru es una especie de matorral suculento nativo de África, perteneciente al género Fockea, dentro de la familia Apocynaceae. Se distribuye desde el sur de Namibia hasta la Provincia del Cabo.

## Descripción

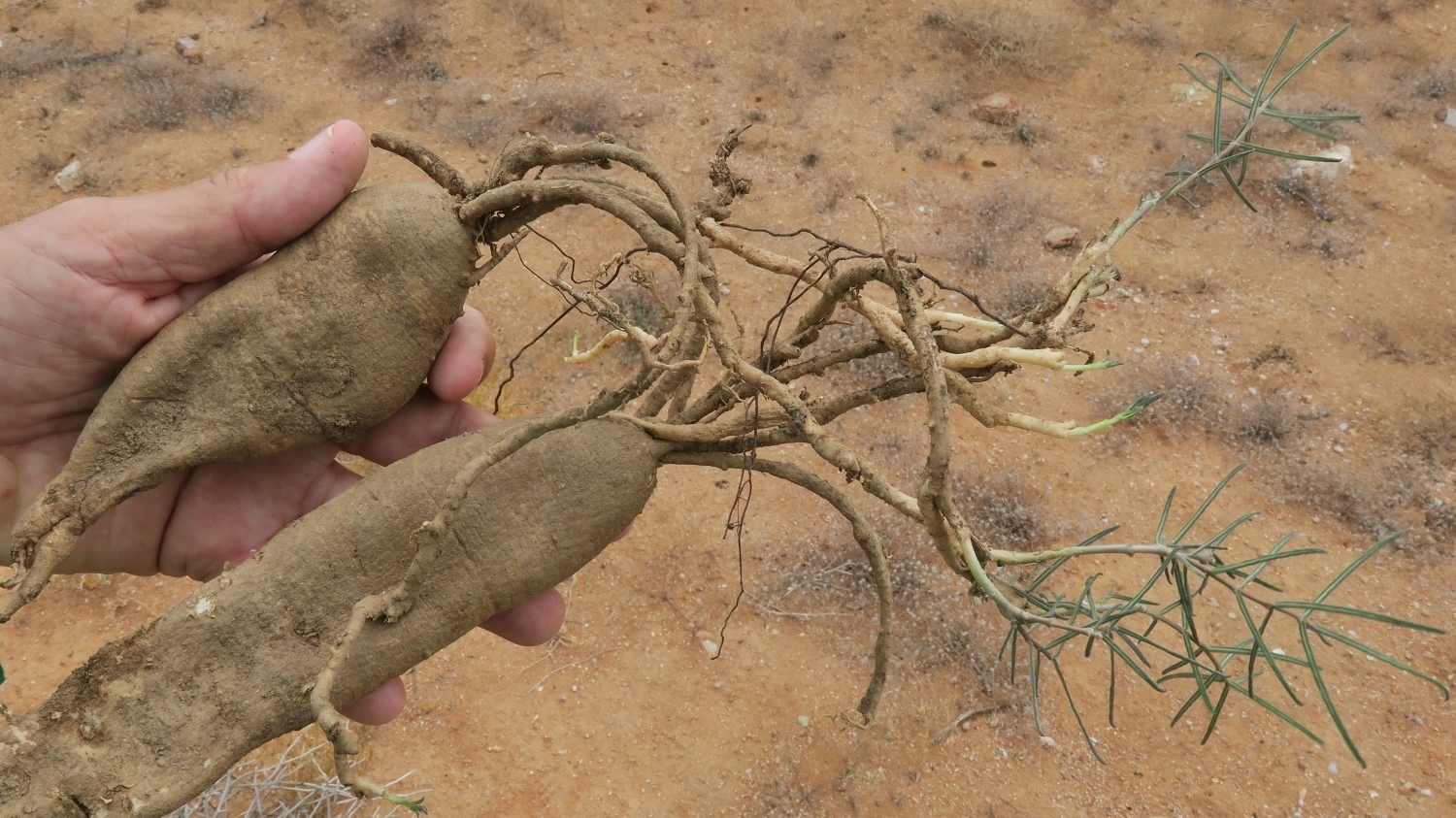
Detalle del caudex

Fockea comaru es una planta caudiciforme que presenta un gran tubérculo y ramas anuales delgadas que aparecen a principios del invierno. El caudex bulboso es de forma variable, gris o marrón, y puede alcanzar hasta 25 cm de diámetro. Las ramas son erectas, decumbentes o trepadoras, y pueden crecer hasta 30 cm de largo. 
Las hojas son de color verde grisáceo, estrechas con márgenes curvados, y miden hasta 3 cm de largo. Las flores tienen cinco sépalos lanceolados y cinco lóbulos de corola estrechos de color verde amarillento a verde pardo sobre un tubo de corola en forma de campana. Aparecen en primavera y verano.

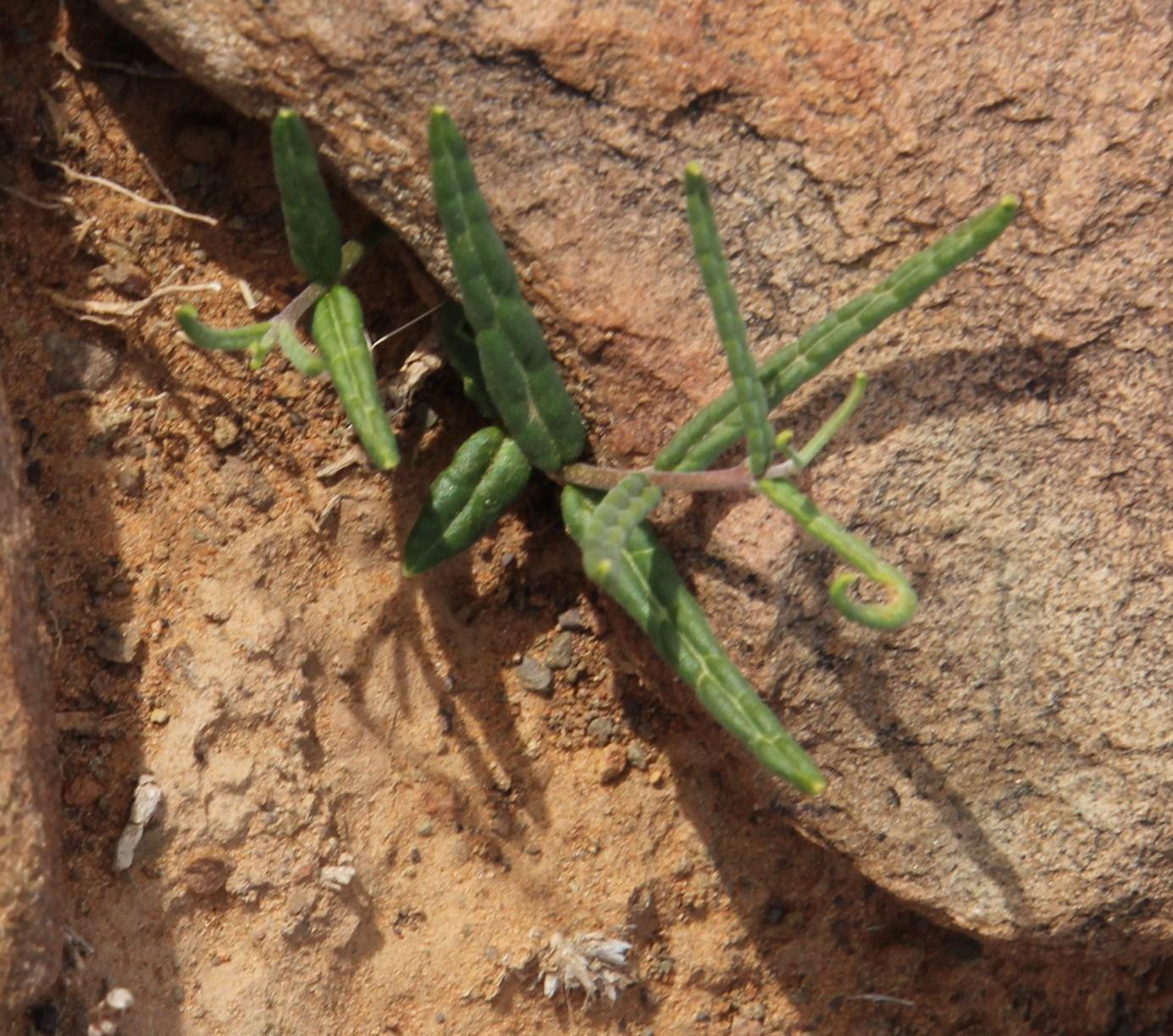
Detalle de las hojas

Presenta una savia lechosa que se dice que es venenosa. Por ello es conveniente evitar el contacto con la piel o los ojos. Además, esta especie es dioica, lo que significa que tiene flores masculinas y femeninas en ejemplares separados.

## Distribución y hábitat
El área de distribución nativa de esta especie abarca desde el sur de Namibia hasta la provincia del Cabo y crece principalmente en biomas desérticos o de matorrales secos.

## Taxonomía
La primera descripción de esta especie fue como Brachystelma comaru, publicada en 1838 por el botánico alemán Ernst Heinrich Friedrich Meyer en el libro ilustrado Commentariorum de Plantis Africae Australioris: 195.
Más tarde, el botánico inglés Nicholas Edward Brown trasladó la especie al género Fockea, por lo que pasó a llamarse Fockea comaru. Registró estos cambios en el libro ilustrado Flora Capensis 4 (1): 781, publicado en 1908.
Etimología
- Fockea: nombre genérico otorgado en honor al médico y naturalista alemán Gustav Woldemar Focke.
- comaru: epíteto específico que deriva de las lenguas khoisan, un grupo único de lenguas africanas que usan ese nombre para referirse a las plantas de esta especie.[4]

## Usos
Fockea comaru se cultiva principalmente como planta ornamental a partir de semillas, ya que la propagación vegetativa o por esquejes es difícil o imposible.